# Mák vlčí

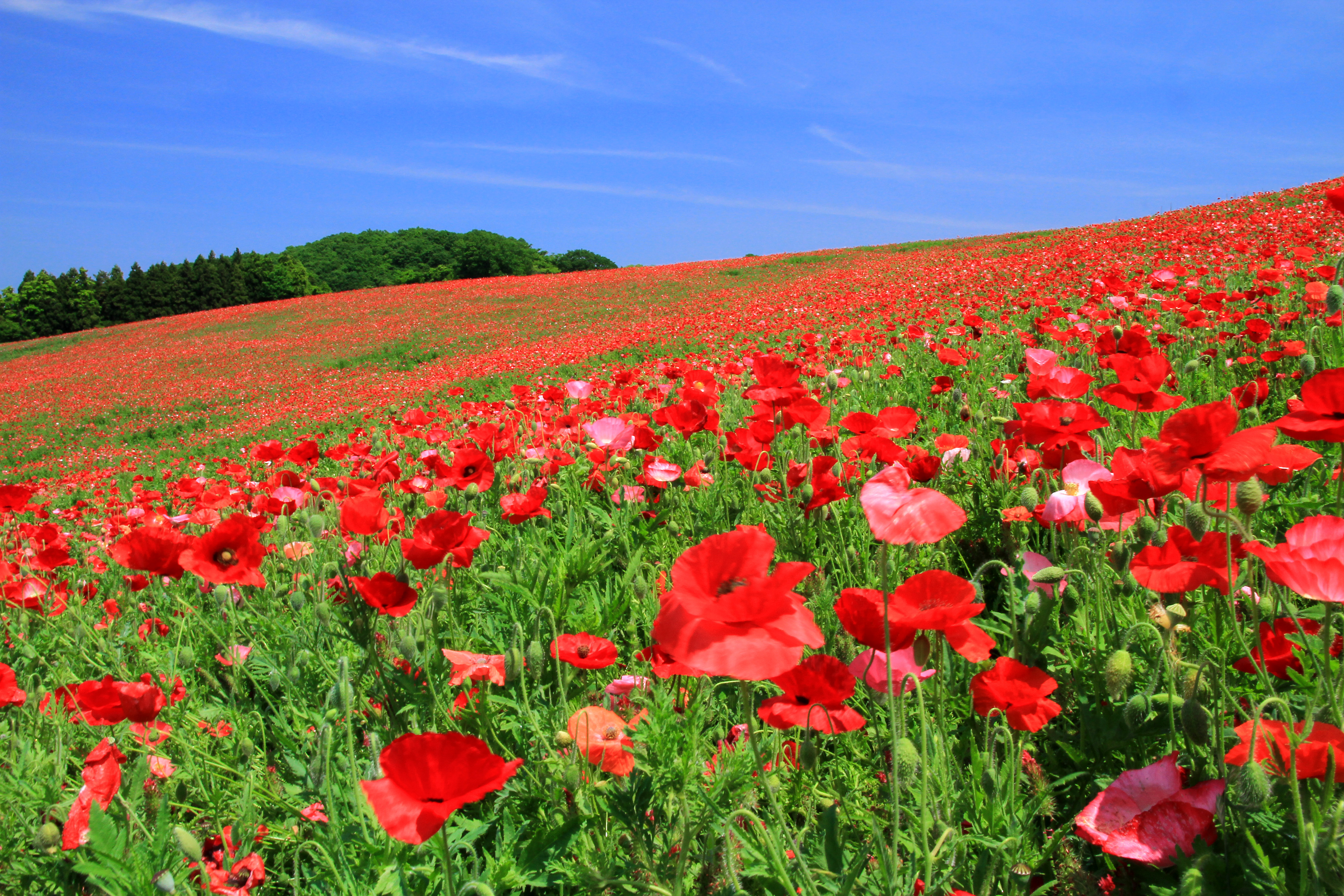
Mák vlčí (Papaver rhoeas)

Mák vlčí (Papaver rhoeas), obvykle nazývaný vlčí mák, je jednoletá rostlina z čeledi makovité (Papaveraceae). Tato všeobecně známá květina má spoustu lidových názvů, jako je ohníček, červánčí, maková panenka, pleskánek, pukavec, kohoutek, divoký mák aj.

## Výskyt
Mák vlčí je rozšířen po celé Evropě (kromě nejsevernější), Malé Asii, severní Africe. Byl také zavlečen do Severní Ameriky, Austrálie a na Nový Zéland. Na českém území se s ním hojně setkáváme v polních kulturách, na rumištích, úhorech, navážkách a jiných obnažených půdách, především v teplejších oblastech od nížin do podhůří. V Česku kvete od května do srpna, při příznivě teplém počasí až do října.

## Popis
Mák vlčí je 20–100 cm vysoká rostlina s jednoduchou nebo jen slabě větvenou lodyhou, která je i v horní části odstále štětinatá. Spodní listy vlčího máku jsou řapíkaté, ty svrchní přisedlé a ostře zubaté. Všechny listy jsou střídavé a také štětinaté jako lodyha. Jednotlivé květy na koncích stonků jsou před rozvitím sehnuté a korunní plátky jsou kryty dvěma štětinatými kališními lístky, které po rozkvětu opadávají. V květu tedy rostlině zůstávají jen výrazné čtyři korunní lístky, které jsou sytě červené, široké, navzájem se překrývají a na bázi mají často fialovou až černou skvrnu.
Tyčinky jsou černofialové a na rozdíl od většiny příbuzných druhů jsou nitkovité a pod prašníky neztlustlé. Charakteristický je i tvar plodu – makovice. Makovici představuje 1–2 cm velká tobolka, která je lysá a široce vejčitá, po dozrání dřevnatí.
Modrošedá semena jsou drobná (1 mm dlouhá), ledvinovitá, matná, se zřetelně síťovaným povrchem a čtvercovými políčky. Vypadávají otvorem pod zaschlým věncem blizen. Na jedné rostlině dozrává 10 000–20 000 semen, s poměrně dlouhou a nepravidelnou dormancí, která mohou vzcházet během celého roku, i za nízkých teplot půdy.

## Reprodukce a šíření
Rozmnožuje se pouze generativně. Vzchází dobře i z povrchu půdy. V půdě mají semena dlouhou životnost. Vedle přirozeného vysemenění na stanovišti se může šířit též osivem.

## Sběr a úprava
Korunní lístky se sbírají vytrháváním od května do července pouze za suchého počasí. Prsty se uchopí najednou na horním okraji a vyškubnou směrem nahoru. Jsou velmi choulostivé. Za vlhka fialoví. Ukládají se volně, neboť jsou citlivé na zapaření. Suší se ve stínu nebo za umělé teploty, která by neměla překročit 40 °C. Droga má slabý charakteristický pach a slabě hořkou, poněkud slizovitou, chuť. Je jí nutno skladovat v dobře uzavřených nádobách a ve tmě.

## Účinné látky
Vlčí mák obsahuje řadu alkaloidů (0,11 až 0,12%) , hlavním alkaloidem je rhoeadin a dále alkaloidy allokryptopin, berberin, koptisin, isorhoeadin, papaverin, protopin, roemerin, sinaktin a další. Vedle toho jsou přítomny antokyanová barviva cyanin a mekocyanin, slizové látky, třísloviny, cukry a kyselina mekonová.

## Ochrana
Jedná se spíše o plevel, který se rozšířil mezi běžně člověkem pěstovanou květenou polí a luk. Mák vlčí není tedy považován za chráněnou rostlinu.

## Využití
Korunní lístky máku vlčího se již od dávné minulosti využívaly na léčbu plicních chorob a jako uspávací prostředek. V současnosti se droga uplatňuje omezeně, občas se přidává do sirupů nebo čajových směsí, převážně však jen pro zlepšení jejich vzhledu. Účinkuje tlumivě na dýchací ústředí, zmírňuje kašel a dráždění ke kašli, zlepšuje a ulehčuje vykašlávání.

## Symbolika
V den 11. listopadu, kdy se slaví Den válečných veteránů, je květ vlčího máku používán jako symbol na počest vojáků, kteří padli za 1. světové války. Za tímto symbolem původně užívaným v Commonwealthu je kanadský chirurg John McCrae, voják a autor básně „V polích flanderských“. Odkazuje na planě rostoucí květy mezi zákopy během zákopových bojů, stejného původu je i modrá chrpa (bleuet de France), kterou si veterány připomínají ve Francii.
Květy vlčích máků byly lidově nazývány „panenky“, protože připomínaly červené sukýnky. Tento motiv použil Václav Čtvrtek v pohádce O makové panence a motýlu Emanuelovi.
V roce 2017 se stal německou Rostlinou roku.